# Wiesbaden-Erbenheim
Erbenheim ist ein Ortsbezirk der hessischen Landeshauptstadt Wiesbaden.
Der Ort hat rund 10.000 Einwohner und wurde am 1. April 1928 nach Wiesbaden eingemeindet.

## Geographie

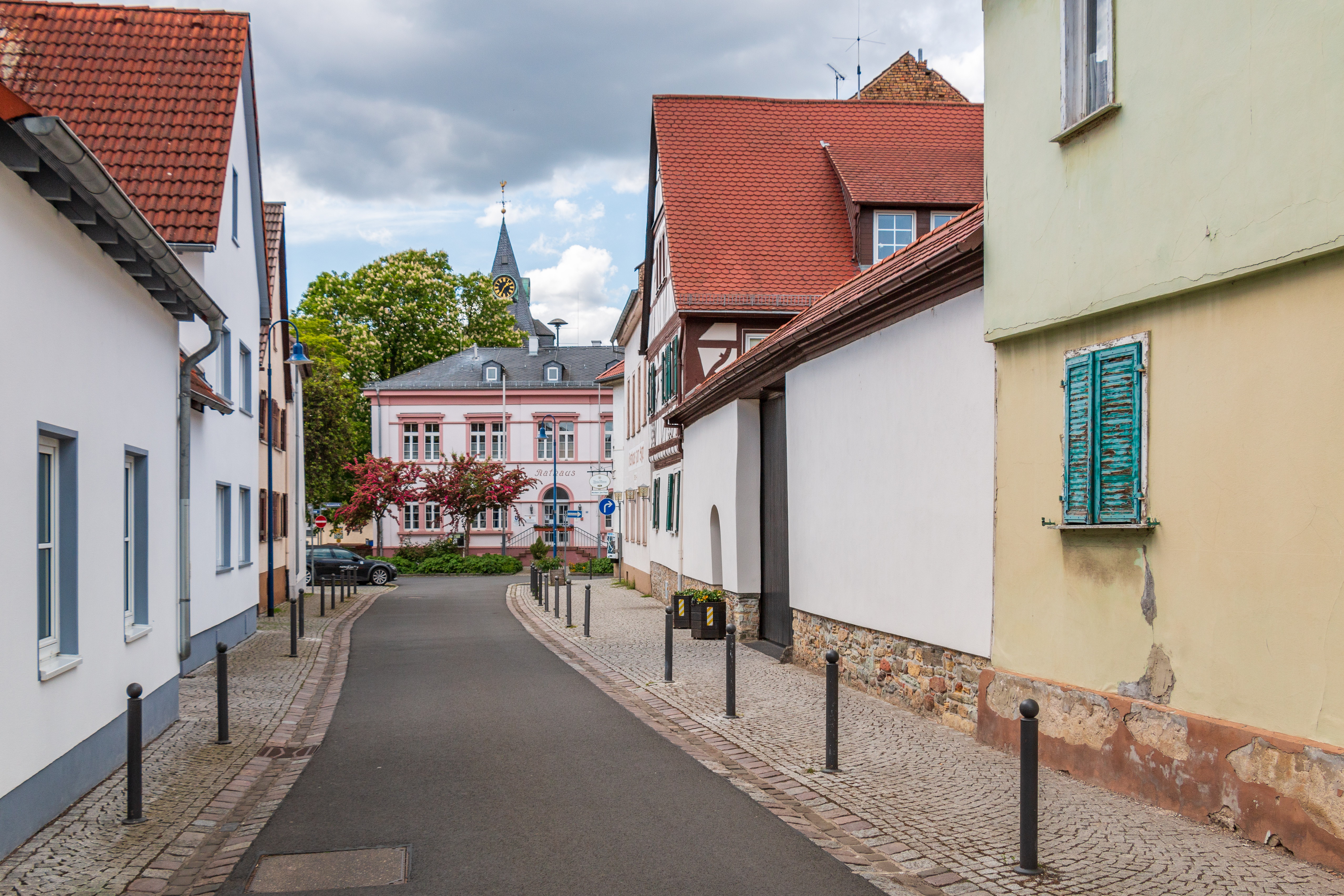
Die Wandersmannstraße im alten Ortskern

Erbenheim liegt südöstlich der Wiesbadener Innenstadt auf einem landwirtschaftlich geprägten Plateau des Main-Taunusvorlands zwischen dem Vordertaunus den beiden Flüssen Rhein und Main. Angrenzende Stadtteile sind Biebrich, Bierstadt, Delkenheim, Igstadt, Mainz-Kastel, Nordenstadt und Südost.

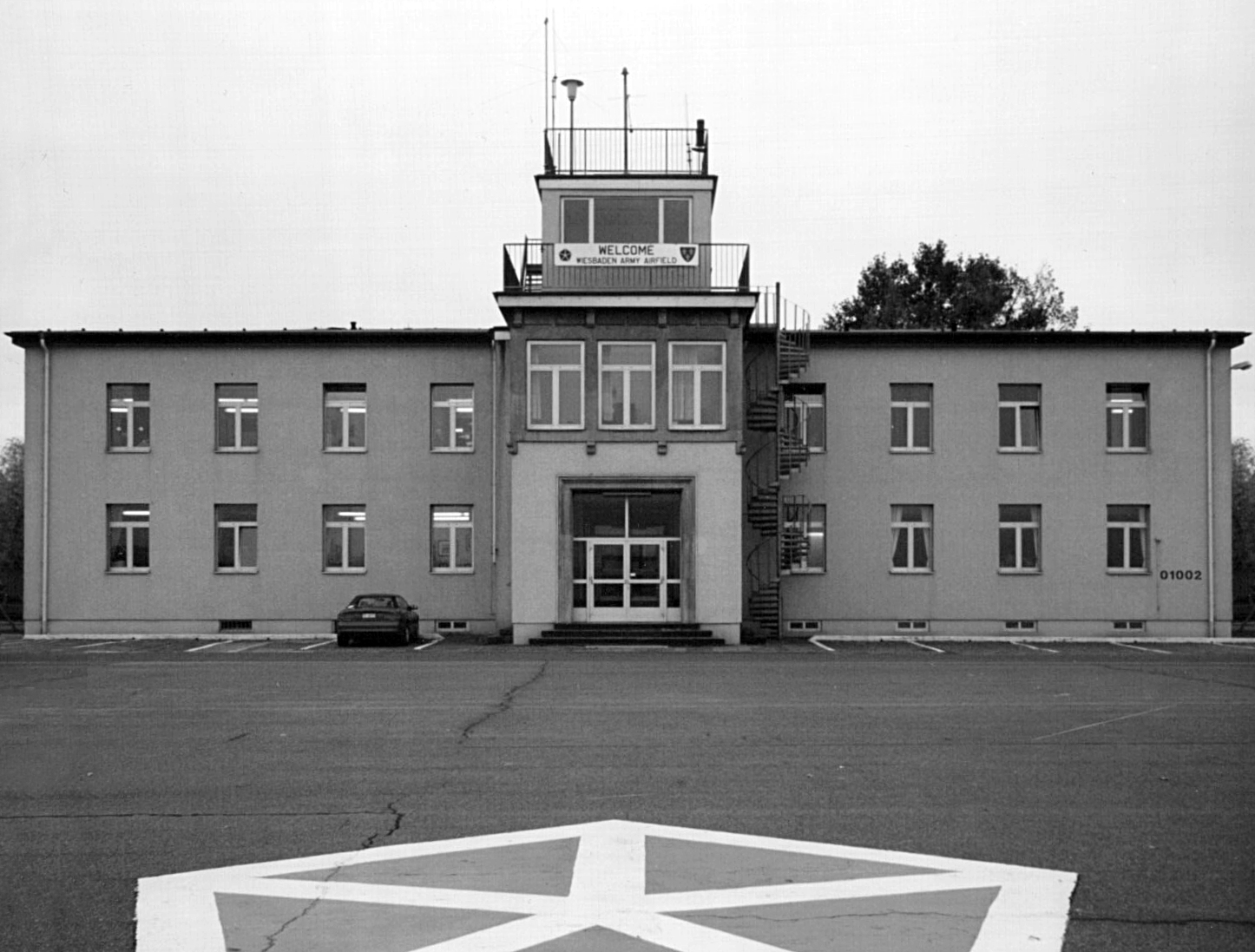
Eingang zum Flugplatz Erbenheim

Der nahegelegene amerikanische Militärflugplatz Erbenheim liegt in Richtung der Wiesbadener Stadtteile Delkenheim und Nordenstadt. 
Im Mittelalter war Erbenheim eine selbständige Stadt. Die bereits auf Kasteler Gemarkung liegende Erbenheimer Warte war im Mittelalter ein Wachturm der Mainzer Landwehr. Die ehemalige Wiesbadener Rennbahn kann man nur noch durch die übrig gebliebene Rennbahnstraße erahnen. Gegenüber dem Rathaus steht eine öffentliche Waage, die noch in Gebrauch ist.
Ab Erbenheim beginnt ein Wegenetz für Radler; auch die Feldwege sind weitgehend autofrei. Sehenswert ist eine Tour an der Domäne Mechtildshausen vorbei, die man besichtigen kann. Eine entsprechende Tour-Route führt am Erbenheimer Flughafen vorbei in Richtung der Nassauer Streuobstlandschaft. Von hier aus erweitert sich das Wegenetz in die Richtungen Hochheim, Kostheim und Kloppenheim/Naurod. Diese Möglichkeiten werden regelmäßig von Wanderern, Radfahrern und Inlineskatern genutzt.
Im Ort selbst sind mehrere Gastronomiebetriebe ansässig, die ein breites Angebotsspektrum in sehr unterschiedlichen Preissegmenten abdecken. Im Ortskern finden sich mehrere kleine Läden sowie verschiedene Fleischereien und Bäckereien.
Das Gewerbegebiet „Kreuzberger Ring“ bietet eine direkte Autobahnanbindung. Hier haben sich viele Dienstleister angesiedelt, so dass Erbenheim auch attraktive Arbeitsplätze bietet.

## Geschichte

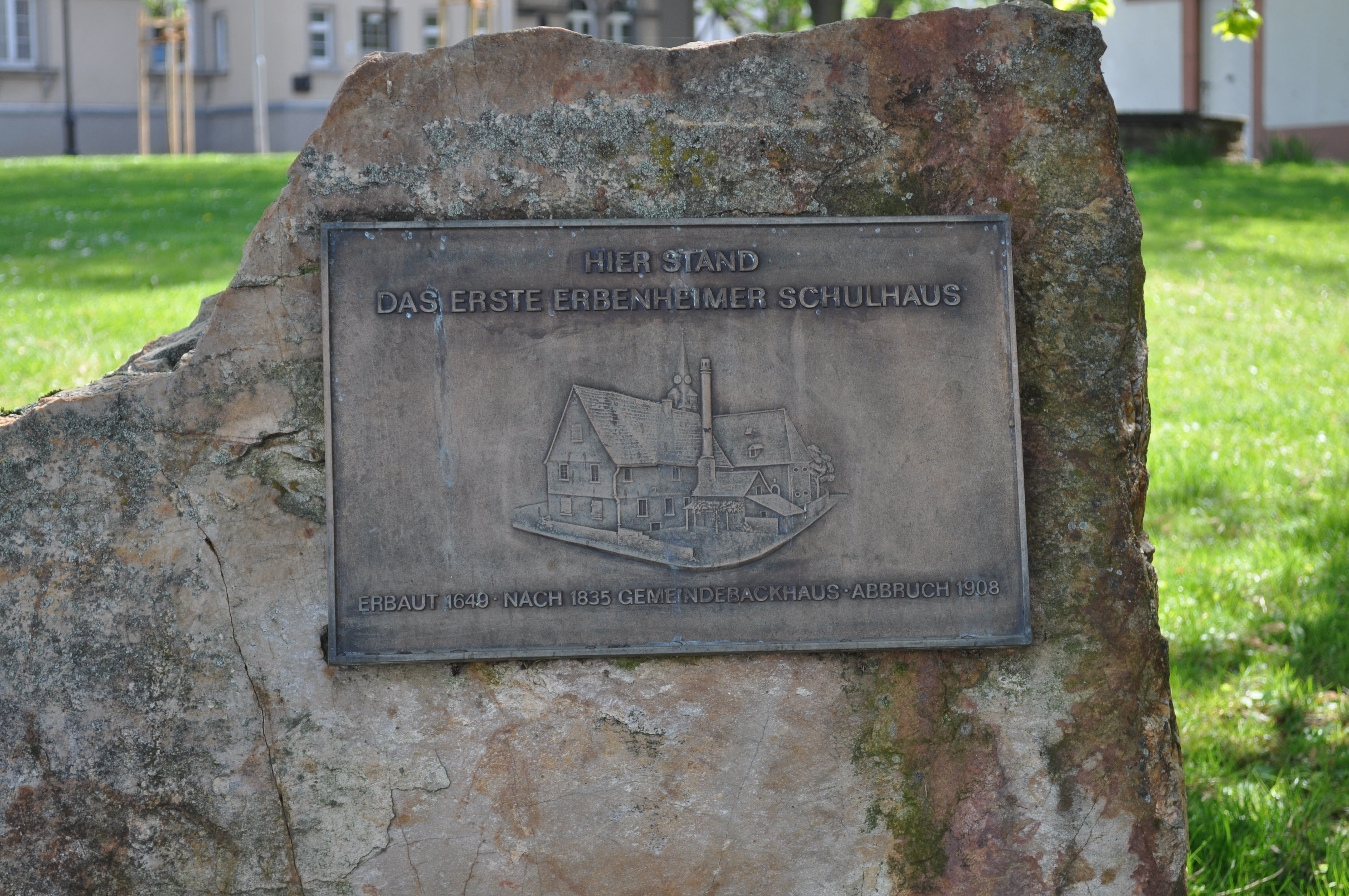
Gedenkstein an die erste Schule in Erbenheim

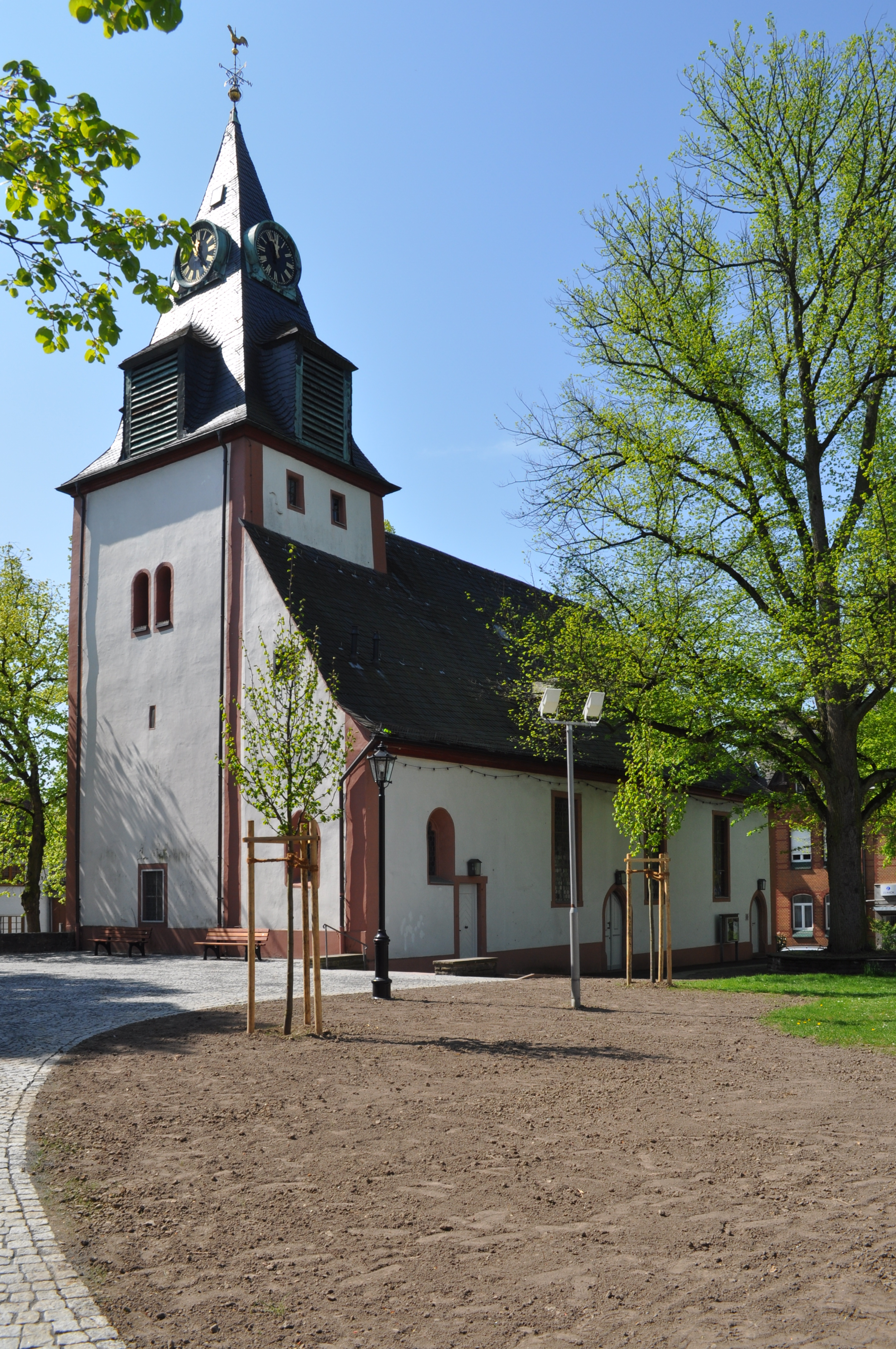
Kirche der Paulusgemeinde

Erbenheim steht auf geschichtsträchtigem Boden. Gerade die archäologischen Ausgrabungen haben gezeigt, wie dicht besiedelt das Gebiet rund um den Wäschbach schon in früher Zeit, bereits 5000 Jahre vor Christus, gewesen ist.
Vom zweiten bis vierten Jahrhundert nach Christus siedelten schließlich auch die Römer im Erbenheimer Gemarkungsgebiet. Zahlreiche römische Funde und die in der Erbenheimer Gemarkung lokalisierten römischen Gutshöfe, die entlang des Wäschbachs lagen, deuten darauf hin, dass die Römer hier bis ins späte vierte Jahrhundert nach Christus ansässig waren.
927 wird Erbenheim zum ersten Mal in der auch für einige andere Wiesbadener Vororte bedeutungsvollen Urkunde für St. Ursula in Köln erwähnt. 1423 verleiht der römisch-deutsche König Sigismund Erbenheim die Stadtrechte.
Nach dem Dreißigjährigen Krieg entwickelte sich Erbenheim zu einer landwirtschaftlich bedeutenden Gemeinde, in der auch Weinanbau und sehr viel Schafzucht betrieben wurde.
Die großen Erbenheimer Gastwirtschaften waren nicht für den Wiesbadener, sondern auch für die Bürger der umliegenden Ortschaften stets große Anziehungspunkte – nicht zuletzt deshalb, weil die Besucher der 1907 bis 1910 entstanden Rennbahn nach den berühmten Erbenheimer Pferderennen gerne noch zu einem Schoppen in den vielen Erbenheimer Gastwirtschaften einkehrten. Die Erbenheimer Rennbahn wurde 1910 eröffnet und 1929 zum Zivilflughafen umfunktioniert.
Die elektrische Straßenbahn verkehrte erstmals 1906 zwischen Wiesbaden und Erbenheim. Gleichzeitig kam auch das elektrische Licht nach Erbenheim, das im Oktober 1908 erstmals eingeschaltet werden konnte. 1937 wurde der Straßenbahnbetrieb wieder eingestellt; Omnibusse übernahmen die Personenbeförderung.
Im Mittelalter entstand der starke Turm der evangelischen Pauluskirche in Alt-Erbenheim.

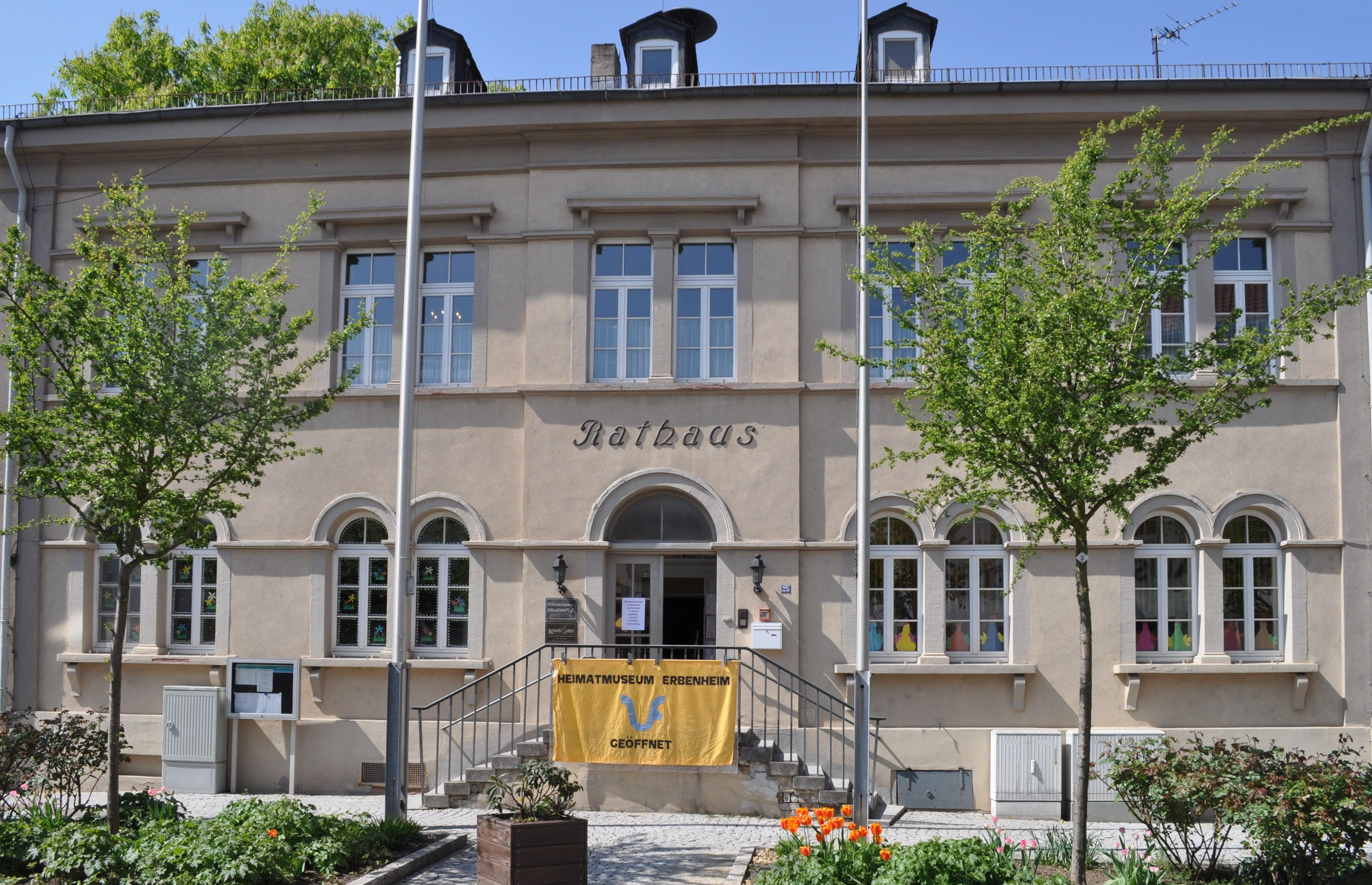
Erbenheimer Rathaus

1834 bis 1835 wurde das heutige „Erbenheimer Rathaus“ zunächst als Schule erbaut. Rathaus wurde das Gebäude erst ab 1926. Die Schule, heute Justus-von-Liebig-Schule, wurde 1900 erbaut.
1928 erfolgt die Eingemeindung zur Stadt Wiesbaden.
Neben der oben erwähnten Justus-von-Liebig-Schule verfügt der Stadtteil mittlerweile auch über eine Gesamtschule, die Hermann-Ehlers-Schule, die sich seit 1992 als integrierte Gesamtschule versteht.

## Wahlergebnisse zum Ortsbeirat
- SPD: 7
- FWG: 2
- CDU: 5
- FDP: 1

Seit 1972 wird im Rahmen der Kommunalwahlen in Hessen auch der Ortsbeirat des Ortsbezirkes Erbenheim gewählt. Nach den einzelnen Wahlergebnissen ergab sich jeweils folgende Sitzverteilung:
| Wahljahr | CDU | SPD | GRÜNE | FDP | REP | LINKE | FWG Erbenheim | Gesamt |
| -------- | --- | --- | ----- | --- | --- | ----- | ------------- | ------ |
| 2021     | 5   | 7   | 1     | 2   | —   | —     | 2             | 15     |
| 2016     | 4   | 6   | —     | 1   | —   | —     |               | 11     |
| 2011     | 4   | 6   | —     | —   | —   | 1     |               | 11     |
| 2006     | 4   | 5   | —     | 1   | 1   | —     |               | 11     |
| 2001     | 4   | 5   | —     | 1   | 1   | —     |               | 11     |

## Vereine
- Deutsches Rotes Kreuz Ortsvereinigung Erbenheim / Igstadt
- Die Wäschbachstelzen (Erbenheimer Kerbegesellschaft 1960 e. V.)
- Förderverein KiTa Erbenheim e. V.
- Freiwillige Feuerwehr Wiesbaden-Erbenheim 1902 e. V.
- Heimatmuseum Erbenheim e. V.
- Musikverein Fidelio Wiesbaden-Erbenheim 1982 e. V.
- Reit- und Fahrverein WI-Erbenheim 1925 e. V.
- Skatklub Rauchfrei
- SV 1921 Erbenheim e. V.
- TV 1846 Erbenheim e. V.

## Verkehr

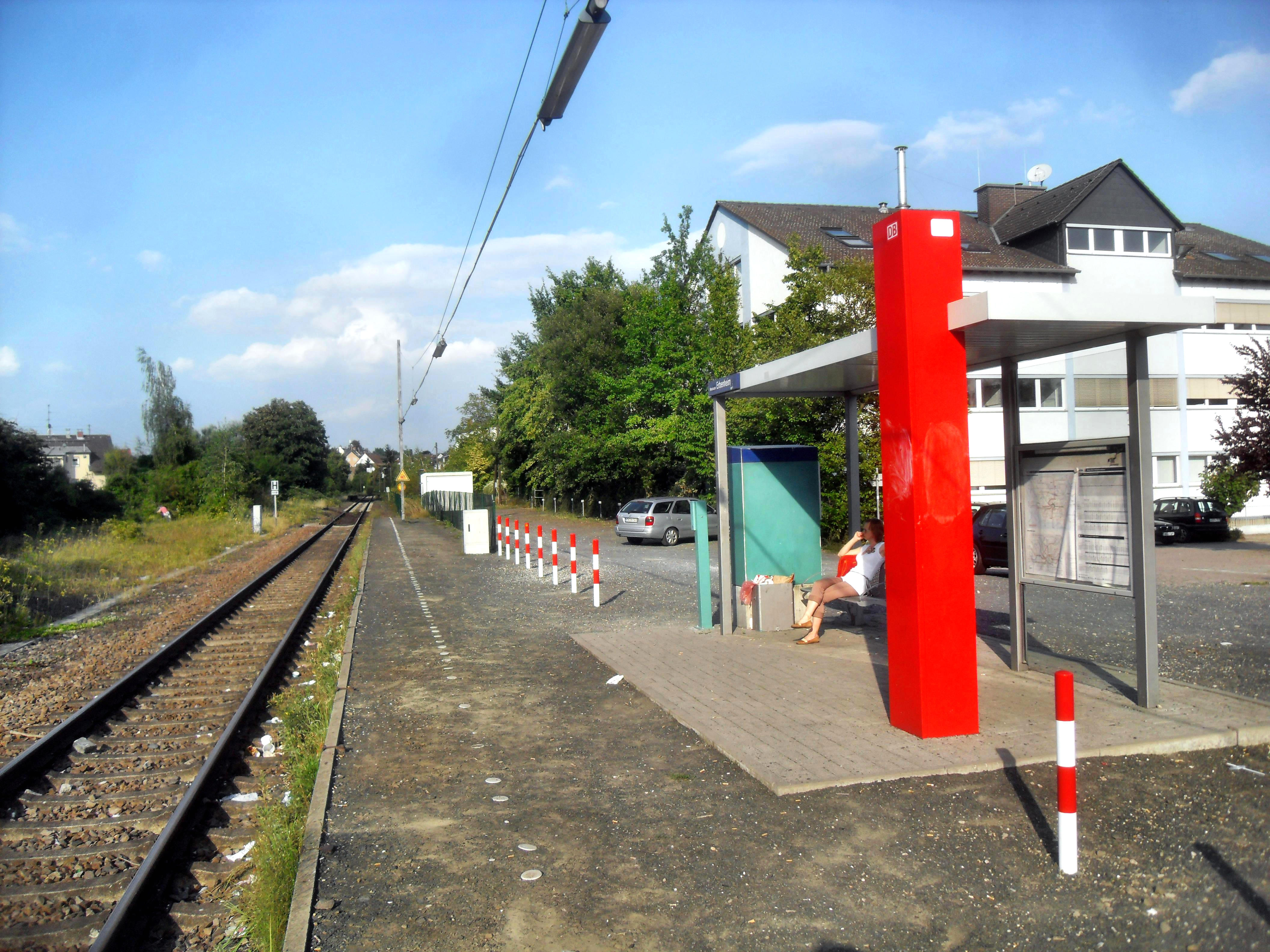
Der Wiesbaden-Erbenheimer Bahnhof auf der Ländchesbahn

400 m westlich des Rathauses befindet sich der Bahnhof Wiesbaden-Erbenheim (50° 3′ 17″ N, 8° 17′ 44″ O) an der Ländchesbahn, der den Stadtteil mit dem Wiesbadener Hauptbahnhof verbindet. Auch ist durch diesen Bahnanschluss Niedernhausen im Taunus zu erreichen. Im Rahmen der Erneuerung der Bahnhöfe der Ländchesbahn ist eine Verlegung der Station in Richtung der Berliner Straße vorgesehen, um die Wege von Bushaltestelle und Ortsmitte zu verkürzen.
Des Weiteren besitzt Wiesbaden-Erbenheim einen günstigen Anschluss im Straßenfernverkehr. So führt die Bundesstraße 455 westlich des Stadtteils vorbei. Auch besitzt Wiesbaden-Erbenheim einen günstigen Anschluss an den Rhein-Main-Schnellweg, ein Abschnitt der Bundesautobahn 66, die südöstlich des Stadtteils vorbeiläuft und Wiesbaden mit Frankfurt am Main verbindet.

## Personen

### Söhne und Töchter der Stadt
- Heinrich Peter Dörr (1770–1825), Schultheiß und Mitglied des Nassauischen Landtags
- Andreas Jungblut (1791–1859),  Schultheiß und Mitglied des Nassauischen Landtags
- Peter Ulrich (1800–1881), Bürgermeister und Mitglied des Nassauischen Landtags
- Heinrich Christian Born (1847–1897), Landwirt, Bürgermeister und Mitglied des Preußischen Abgeordnetenhauses
- Philipp Christ (1867–1947), Reichstagsabgeordneter